# إنريكه كابريليس
إنريكه كابريليس (بالإسبانية: Henrique Capriles Radonski) سياسي فنزويلي زعيم المعارضة ورئيس مجلس نواب فنزويلا السابق ومرشح الرئاسة التي أجريت في أبريل 2013، ولد كبريليس في يوليو 1972 لعائلة متوسطة، وكانت جدته يهودية بولندية نجت من المحرقة النازية، وهو محام متخصص في القانون الاقتصادي متخرج من الجامعة الكاثوليكية.
في عام 2000 انتخب في باروتا، إحدى مقاطعات العاصمة كراكاس، بدعم من الحزب الاجتماعي المسيحي بريميرو خوستيسيا الحديث العهد وما زال ينتمي إليه وقد انتخب مجدداً في 2004 بعد اعتقاله 4 أشهر بتهمة عدم التحرك في مواجهة هجوم استهدف سفارة كوبا خلال محاولة انقلابية على هوغو تشافيز في أبريل 2002 وفي 2008 انتخب حاكماً لميرندا، شمالي البلاد، التي تشكل ثاني أكبر ولاية من حيث عدد السكان.